# Quemando cromo (colección)
Quemando cromo (título original en inglés, Burning Chrome) es una colección de cuentos escritos por William Gibson en 1986. La mayoría de las historias tienen lugar en la trilogía Sprawl (de la novela Neuromante), un escenario compartido por la mayor parte de su trabajo cyberpunk. Muchas de las ideas y temas explorados en los cuentos fueron posteriormente revisados en la popular trilogía Sprawl del propio Gibson.

## Contenido
Burning Chrome incluye:
- "Johnny Mnemonic"
- "El continuo de Gernsback"
- "Fragmentos de una rosa holográfica"
- "The Belonging Kind", con John Shirley
- "Tierras del Interior"
- "Estrella roja, órbita de invierno", con Bruce Sterling
- "Hotel New Rose"
- "El mercado de invierno"
- "Dogfight", con Michael Swanwick
- "Quemando cromo"

## Recepción
Dave Langford analiz Burning Chrome para White Dwarf número 83, y afirmó que "el escalofriante paseo por el ciberespacio de la excelente pieza del título tiene un eco demasiado cercano a Neuromancer. Aún así, me gusta la historia: es la de jóvenes punks que se apoderan de una .45 e intentan un gran atraco, solo que los punks de Gibson son hackers y la .45 es un poderoso software militar ruso".
J. Michael Caparula analizó Burning Chrome en Space Gamer / Fantasy Gamer número 82. Caparula comentó que "Es una lectura vital; dura, arenosa, compleja, visionaria". 